# Cryptocarya obovata
Cryptocarya obovata es una especie grande de lauráceas que crece en los fértiles suelos  basálticos y aluviales de los bosques lluviosos del este de Australia. Se le encuentra desde Wyong (33° S) en Nueva Gales del Sur hasta Gympie (27° S) en el estado de Queensland. Extinto en la región de Illawarra, visto en Illawarra en 1818 por Allan Cunningham.

## Descripción
Cryptocarya obovata, conocido como Pepperberry o nogal blanco (White Walnut) tura de alcanza una altura de 40 metros y un diámetro del tronco de 90 cm. El envés velloso de las hojas le da una apariencia mohosa al árbol cuando se le mira desde abajo.

### Tronco, corteza y hojas
El tronco es recto, usualmente con la base ensanchada. La corteza es gris o café y usualmente bastante lisa. Se ven con frecuencia líneas verticales o pústulas. 
Las hojas son alternadas, obovadas u oblongas, de 6 a 12 cm de largo, con una punta redondeada. El haz es liso y brilloso, el envés es usualmente grisáceo y finamente vellosos. éLos tallos de las hojas son de color café de 3 a 8 mm de largo.
La nervadura de la hoja es prominente, la vena central está  elevada, las venas laterales y las de la red están cubiertas con vellos cafés y son llamativas. Las venas son de color naranja pardusco o amarillo.

### Flores, fruto y germinación
Las flores cremosas están en panículas. Flores individuales de aproximadamente 3 mm de largo, casi sin tallo. La floración ocurre de febrero a mayo.
El fruto es una drupa negra globular, usualmente nervuda de 12 mm de diámetro. La semilla mide alrededor de 8 mm de diámetro. Es comida por el Ave del higo, la Paloma de la fruta de corona rosa, Paloma nudo de cabeza y la Paloma wompoo de la fruta.
Como la mayoría de los frutos de  las criptocarias  australianas, se recomienda la remoción del arilo carnoso para ayudar a la germinación de la semilla., la cual es lenta en Cryptocarya obovata. Después de 205 días, un 50% de éxito de germinación se puede esperar.

## Galería

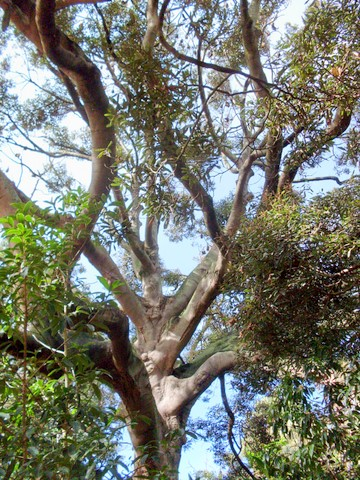
Cryptocarya obovata en Royal Botanic Gardens, Sydney
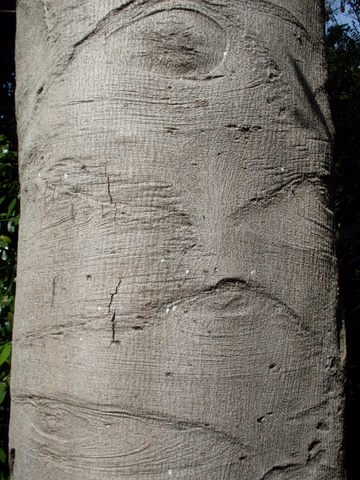
Cryptocarya obovata - corteza
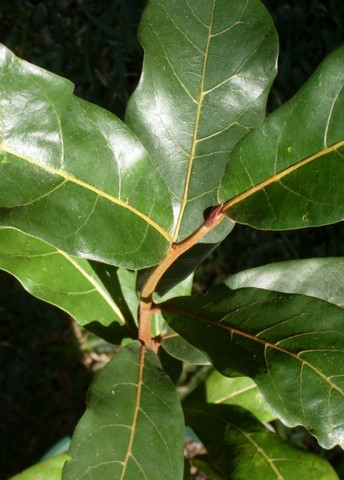
Cryptocarya obovata – ejemplar joven
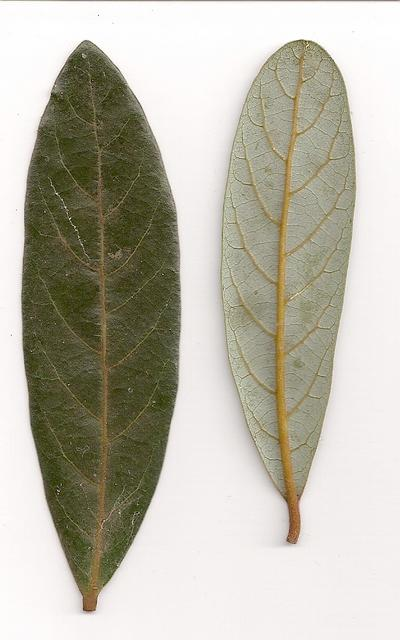
Cryptocarya obovata – hojas mostrando las nervaduras